# Arrastre por solventes
El arrastre por solventes se refiere a los solutos en el ultrafiltrado que son transportados de regreso desde el túbulo renal por el flujo de agua en lugar de específicamente por bombas iónicas u otras proteínas de transporte de membrana. Este es un fenómeno principalmente en la fisiología renal, pero también ocurre en la fisiología gastrointestinal. Generalmente, ocurre en la vía paracelular, más que transcelular, entre las células tubulares. Se observa, por ejemplo, en la reabsorción renal de sodio, la reabsorción renal de cloruro y el manejo de la urea renal.